# Résidence La Perralière
La résidence « La Perralière / Immeuble Lods » est un immeuble de neuf étages à structure métallique construit en 1970 par les architectes Marcel Lods, Paul Depondt et Henri Beauclair situé à Villeurbanne. L'édifice est labellisé « Patrimoine du XXe siècle » en 2006.
À noter que la Résidence La Perralière, ensemble d'immeubles d'habitation situés rue du Premier Mars, construits en 1974 par Jean Dubuisson, bénéficie également du label « Patrimoine du XXe siècle », label attribué le 10 mars 2003.

## Histoire
L'immeuble a d'abord été construit pour accueillir des bureaux, puis a été transformé en 2007 en 270 logements étudiants.